# Morten J. Wallin
Morten J. Wallin (Oslo, 1958) is een Noors componist, dirigent en fagottist.

## Levensloop
Wallin speelde in het schoolorkest nog bariton. Spoedig stapte hij over naar de fagot, die zijn hart veroverde en die hij sindsdien trouw gebleven is. Als componist schrijft hij werken voor harmonie-/fanfareorkest en brassband. 

## Composities

### Werken voor harmonie- en fanfareorkesten en brassband
- Aurora Borealis
- New Horizons
- Prelude To A New Era
- The Eagle March